# 10908 Kallestroetzel
10908 Kallestroetzel este un asteroid din centura principală de asteroizi.

## Descriere
10908 Kallestroetzel este un asteroid din centura principală de asteroizi. A fost descoperit pe 7 decembrie 1997 la Caussols, în cadrul proiectului ODAS. Asteroidul prezintă o orbită caracterizată de o semiaxă mare de 3,04 ua, o excentricitate de 0,19 și o înclinație de 3,6° în raport cu ecliptica.